# Chalcomitra senegalensis
El suimanga pechiescarlata (Chalcomitra senegalensis) es una especie de ave paseriforme de la familia Nectariniidae propia del África subsahariana.

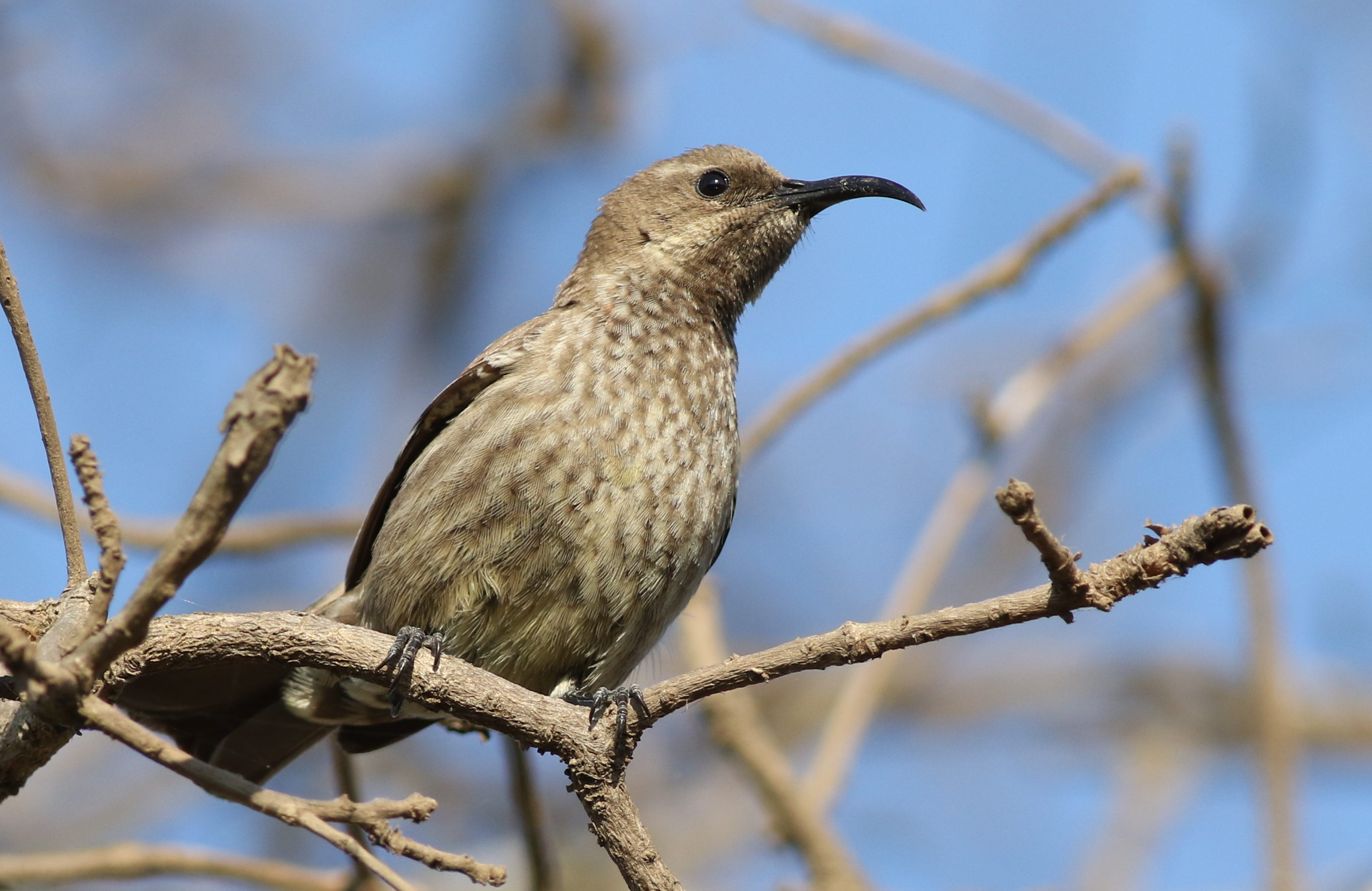
Hembra en el lago Chivero, Zimbabue.